# Остёр (приток Десны)
Остёр (также Востр, укр. Остер) — река в Черниговской области Украины, левый приток Десны. Является частью Остёрской осушительной системы, будучи её магистральным каналом.

## География
Длина реки — 199 км, площадь водосборного бассейна — 2950 км². Средний расход воды в 27 км от устья составляет около 3,2 м³/сек. В бассейне реки между сёлами Песочное и Патюты расположено наливное водохранилище Калита-Гало с объёмом 3,0 млн м³.
Протекает по Приднепровской низменности. Питание преимущественно снеговое. В среднем течении сооружены шлюзы для подачи воды из Остра в реку Трубеж; ниже по течению — ГЭС. На Остре расположены города Нежин и Остёр, посёлок городского типа Козелец.
Остёр соединяется справа с другим притоком Десны — рекой Вересочь — посредством канала Смолянка.
В пойме реки созданы природоохранные объекты: гидрологический заказник Белое (площадь 304 га) — низинное осоковое болото в поймах рек Остёр и Носовочка, гидрологический заказник Грабовщина (площадь 22 га) — низинное осоковое болото в пойме реки, ботанический заказник Луки — лесной массив на правом берегу, ботанический заказник Орешное (площадь 500 га) — лесной массив на левом берегу,

## Притоки
(указано расстояние до устья)
1. Старый Остёр
2. Смолянка
3. Рудка (119 км)
4. Носовочка (127 км)
5. Девица (130 км)
6. Вьюница (132 км)